# Badblocks
badblocks est un utilitaire Linux destiné à détecter les secteurs défectueux sur un disque dur. Il marque ces secteurs afin qu'ils ne soient plus utilisés à l'avenir et donc afin qu'ils ne soient pas à l'origine d'une corruption de données. badblocks est une partie du projet e2fsprogs, et il a été porté sur les systèmes BSD.
Quand il est lancé seul, badblocks renvoie une liste des secteurs endommagés. La commande n'est néanmoins appelée seule que lorsque l'utilisateur désire une liste des secteurs défectueux sur son disque dur. Habituellement, elle est en fait appelée sous forme d'option de e2fsck.
Le nombre de secteurs que peut tester badblocks est limité a 32 bits, soit un peu plus de 4 gigas secteurs.

## Exemple
```
badblocks -nvs /dev/sdb
```

Ceci vérifie le disque "sdb" selon un mode de fonctionnement de lecture-écriture non destructif et affiche la progression en affichant les numéros de secteurs quand ils sont vérifiés.
```
badblocks -wvs /dev/sdb6
```

Ceci vérifie le disque "sdb", sa sixième partition, selon un mode de fonctionnement de lecture-écriture DESTRUCTIF et affiche la progression en affichant les numéros de secteurs quand ils sont vérifiés. Toutes les données seront écrasées au niveau du secteur. Si cette commande est utilisée sur un disque entier comme dans l'exemple précédent, cela détruira indifféremment le MBR, les partitions et les données.

## Variante
À la suite d'une détection de bugs dans badblocks, un développeur a repris le code et l'a débuggé en apportant des améliorations.
Le mainteneur du paquetage  e2fsprogs a trouvé que les modifications étaient trop nombreuses. De plus, il considère que badblocks est rendu obsolète par les fonctionnalités S.M.A.R.T. des disques actuels. Toutefois,  S.M.A.R.T. est loin d'être installé sur tous les supports (par exemple les cartes TF des RaspberryPi, les clés USB, ...).
Le développeur a donc nommé badblocks2 la nouvelle version. Il l'a mise à disposition dans http://yves.demur.free.fr/badb2.zip et propose à chacun de consulter le manuel pour y voir les améliorations :
- déverminage/effacement par écritures multiples sans phase de relecture,
- tests utilisant des données aléatoires non répétitives sur tout le média (en écriture puis relecture + comparaison),
- performance des E/S en mode non destructif,
- types de variables revus pour compatibilité avec les médias de grande taille et l'usage de grands tampons en mémoire.

L'archive contient l'exécutable Linux avec tous les fichiers source de la démarche, ainsi que les explications sur les bugs corrigés. Commencer par consulter le fichier Alire.txt .